# Aleksander Józef Gąssowski
Aleksander Józef Gąssowski herbu Garczyński (zm. przed 29 września 1750 roku) – podkomorzy bielski od 1712 roku, chorąży bielski w 1708 roku, stolnik bielski w latach 1691–1712, podstarości i sędzia grodzki brański w latach 1695–1708, pisarz grodzki brański w latach 1680–1685.
Poseł sejmiku ziemi bielskiej na sejm konwokacyjny 1696 roku. Po zerwanym sejmie konwokacyjnym 1696 roku przystąpił 28 września 1696 roku do konfederacji generalnej. Deputat ziemi bielskiej do rady stanu rycerskiego rokoszu łowickiego w 1697 roku. Poseł na sejm 1701 roku i sejm z limity 1701-1702 roku z ziemi bielskiej. W styczniu 1702 roku podpisał akt pacyfikacji Wielkiego Księstwa Litewskiego.